# Leticia Costas-Moreira
Leticia Costas-Moreira (Pontevedra, 22 de març de 1990) és una tennista professional espanyola jugant el circuit ITF Women. L'11 de juliol 2011 va abastar el seu rècord de rànquing més alt en la WTA, sent la número 179. L'11 de juliol 2011, també arribà al núm. 200 en el rànquing de dobles de la WTA. Ella és entrenada per Alejo Mancisidor.